# Argo (mythologie)
Pour les articles homonymes, voir Argo.

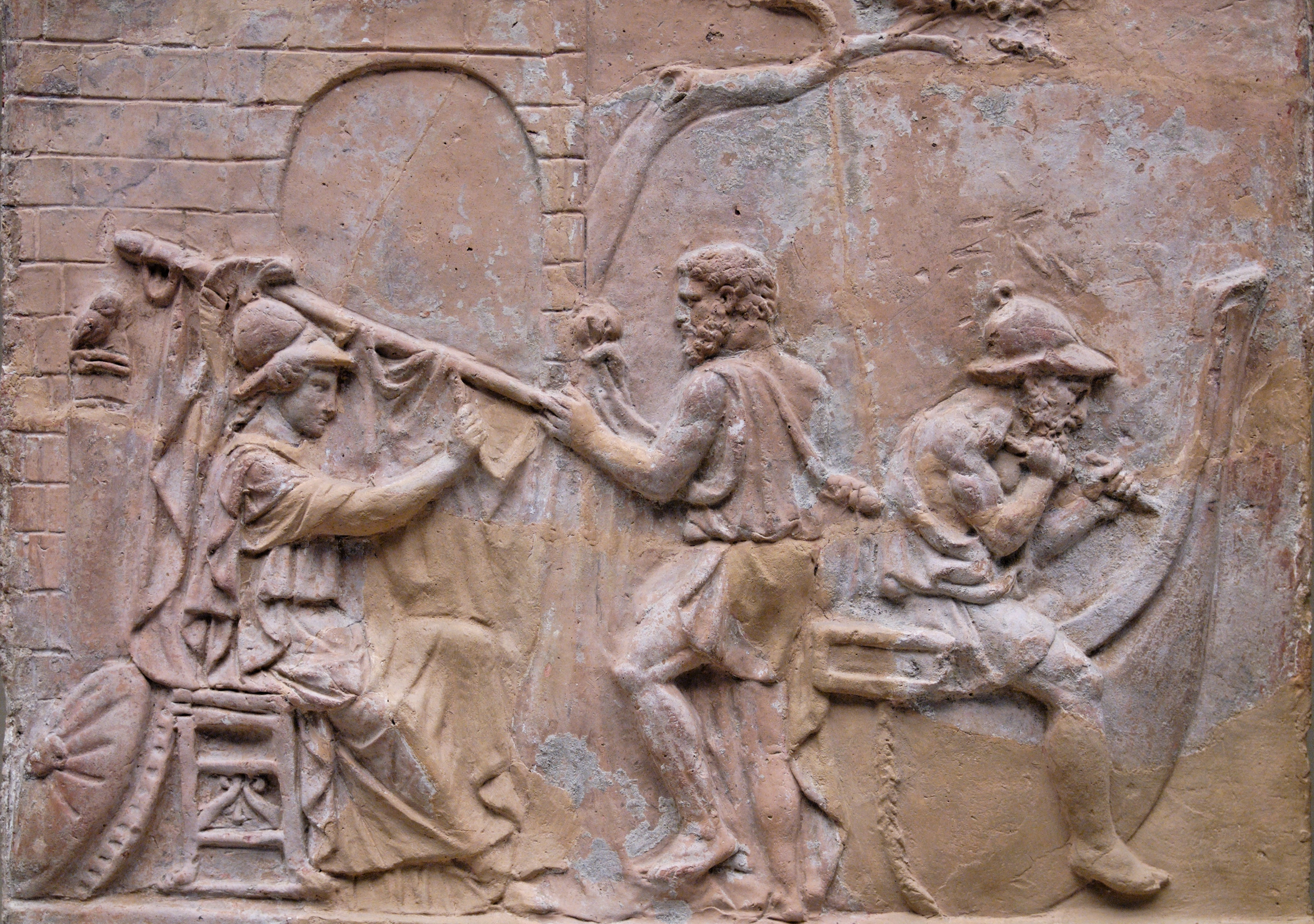
Représentation de la construction du vaisseau Argo par Athéna (à gauche), Tiphys (au centre) et Argos (à droite). Relief romain en terre cuite,, British Museum.

Dans la mythologie grecque, Argo (en grec ancien Ἀργώ / Argṓ) était le nom de la monère (galère) à bord de laquelle Jason et les Argonautes naviguèrent depuis Pagases, port d'Iolcos, d'où ils embarquèrent pour retrouver la Toison d'or.
La source la plus complète sur ce mythe est le récit des Argonautiques d'Apollonios de Rhodes. Le pilote du vaisseau se nomme Tiphys et vient de Béotie.

## Présentation
L’Argo fut construit, selon les variantes mythologiques, soit par Argos, fils d'Arestor, soit par Argos fils de Phrixos, l'un des deux auquel il doit son nom. Athéna présida à sa construction. L’Argo disposait des dons de parole et de voyance, car il était fait de bois de chêne provenant du bois sacré de l'oracle de Dodone. L’Argo et son équipage étaient protégés par la déesse Héra.
La légende a donné son nom à la constellation du Navire Argo, aujourd’hui divisée en trois constellations plus petites, les Voiles, la Carène et la Poupe.

## Reconstitution historique
Fasciné par l'exploit de Jason dans l'épopée de la toison d'or, l'explorateur et historien Tim Severin a reconstruit le même bateau à partir des modèles antiques et refait son voyage en 1984.